# Hamza Igamane
Hamza Igamane (Témara, 2 november 2002) is een Marokkaans voetballer die doorgaans als aanvaller uitkomt. Hij verruilde FAR Rabat in juli 2024 voor Rangers FC. Igamane debuteerde in 2025 in het Marokkaans voetbalelftal.
1 Butland ·
2 Tavernier  ·
3 Yılmaz ·
4 Pröpper ·
5 Souttar ·
7 Cortés ·
8 Barron ·
9 Dessers ·
10 Diomand ·
11 Lawrence ·
14 Bajrami ·
17 Matondo ·
18 Černý ·
19 Nsiala ·
20 Dowell ·
21 Sterling ·
22 Jefté ·
24 Kasanwirjo ·
27 Balogun ·
29 Igamane ·
30 Hagi ·
31 Kelly ·
38 King ·
43 Raskin ·
44 Devine ·
45 McCausland ·
51 Lowry ·
99 Danilo ·
Coach: Clement
· Assistent-coach: Van der Heyden
· Assistent-coach: Rae
· Assistent-coach: Ulderink